# Sanction royale

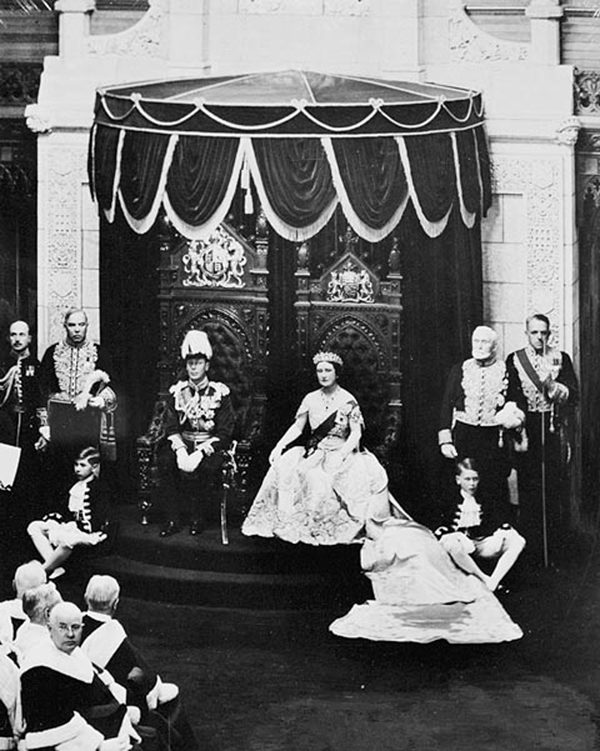
George VI, roi du Canada, accorde la sanction royale à des projets de loi dans la chambre du Sénat canadien en 1939.

La sanction royale, parfois assentiment royal, est, dans une monarchie constitutionnelle, l'acte par lequel le monarque ou son représentant promulgue un projet de loi adopté par la ou les chambres du Parlement et qui lui donne force de loi.
Le pouvoir de donner ou refuser la sanction à un projet de loi a longtemps été similaire à un droit de veto du monarque sur les textes adoptés par le parlement. Toutefois, de nos jours, même dans les monarchies qui prévoient encore le droit pour le monarque de refuser la sanction, ce droit n'est en pratique que rarement mis en œuvre et la sanction royale est généralement considérée comme une simple formalité.

## Belgique
En Belgique, la sanction royale est l'acte par lequel le roi marque son accord formel avec la loi en y apposant sa signature. Aucun délai n’est fixé pour la sanction royale. En vertu de l'article 106 de la Constitution le refus du roi de sanctionner une loi, doit, comme tout autre acte du roi, être contresigné par un ministre, qui de ce fait engage sa responsabilité devant la Chambre des représentants.
Le roi promulgue la loi. En tant que chef du pouvoir exécutif, le roi confirme l’existence de la loi et ordonne son exécution. La sanction et la promulgation sont effectuées dans un seul et même acte.
Si des refus du roi de sanctionner une loi sont constitutionnellement admis sous contreseing ministériel et ont — rarement — eu lieu au XIXe siècle (cf. par exemple un arrêté royal du 9 octobre 1842 refusant de sanctionner une loi accordant une réduction sur les droits d'accise), un seul cas de refus de sanction non couvert par le contreseing ministériel requis s'est produit dans toute l'histoire de la Belgique.
À la suite de l'adoption parlementaire de la loi sur la dépénalisation conditionnelle de l'avortement, le roi Baudouin fait connaître par lettre au Premier ministre le grave problème de conscience que lui pose la sanction de cette loi et sa volonté de trouver une formule permettant de prendre en compte son problème de conscience tout en assurant le fonctionnement des institutions démocratiques.
Le soir du 3 avril 1990, le conseil des ministres constate l’impossibilité de régner du roi, ce qui permet à la loi d'être sanctionnée par les ministres.
Une édition spéciale du Moniteur belge contenant le texte de la loi sanctionnée et promulguée par les ministres réunis en conseil est publiée.
Le conseil des ministres convoque les Chambres réunies, et trente-six heures plus tard, celles-ci constatent que l'impossibilité de régner a pris fin, et le roi retrouve la plénitude de ses attributions.
Les décrets et ordonnances, normes législatives des entités fédérées « équipollentes à la loi », sont également soumis au système de la sanction, mais la sanction relève alors de l'organe qui est aussi l'exécutif — nommé « gouvernement » ou « collège » — de l'entité fédérée, et pas du roi.

## Royaumes du Commonwealth

### Royaume-Uni
La sanction royale est la dernière étape pour qu'un projet de loi ait force de loi. Une fois que le projet de loi est présenté au monarque ou à son représentant, il ou elle a trois possibilités. Le monarque peut accorder la sanction (« grant the Royal Assent »), faisant du projet une loi (« Act of Parliament »). Il peut refuser la sanction (« withhold the Royal Assent »), ce qui équivaut à y mettre son veto. Il peut également réserver la sanction royale (« reserve the Royal Assent »), c'est-à-dire remettre sa décision à une date ultérieure. Toutefois, selon les conventions constitutionnelles actuelles, le monarque n'agit que sur le conseil de ses ministres. Ceux-ci disposent généralement du soutien de la majorité au Parlement et ce sont eux qui assurent l'adoption des lois, il est donc hautement improbable qu'ils conseillent au monarque de refuser sa sanction : en pratique, la sanction royale est une formalité et son refus ne serait qu'approprié dans des situations d'urgence nécessitant l'utilisation des pouvoirs réservés du monarque.

#### Cérémonie
Au Royaume-Uni, un projet de loi est présenté pour sanction royale après son adoption par chacune des chambres du Parlement : la Chambre des communes et la Chambre des lords. Dans certains cas prévus par les Parliament Acts de 1911 et 1949, la Chambre des Communes peut soumettre un projet de loi à sanction bien qu'il n'ait pas été adopté par la Chambre des lords. Officiellement, la sanction est accordée par le monarque par des Lords Commissaires autorisés à le faire en vertu de lettres patentes. Elle est accordée au sein du Parlement ou en dehors, dans ce dernier cas elle doit être officiellement notifiée à chacune des chambres pour que la loi entre en vigueur.
Le greffier des Parlements (Clerk of the Parliaments) prononce traditionnellement une formule anglo-normande pour signifier la décision du souverain. La sanction d'un projet de loi de finances est indiquée par la phrase « Le Roy remercie ses bons sujets, accepte leur benevolence, et ainsi le veult ». Pour les autres projets de loi, la formule est « Le Roy le veult ». Pour les projets de loi d'ordre privé, la formule est « Soit fait comme il est désiré ». Si la sanction est refusée, la formule « Le Roy s'avisera » est utilisée. Dans tous les cas, si le souverain est une femme, « La Reyne » remplace « Le Roy ».
Jusqu'au règne de Henri VIII, le monarque donnait sa sanction en personne en portant la couronne et assis sur le trône de la Chambre des lords, entouré des hérauts et des membres de la cour. Le greffier des Parlements présentait les projets de loi en attente de sanction au monarque, à l'exception des projets de loi de finance présentés par le speaker des Communes. Le greffier de la Couronne, debout à la droite du monarque, lisait à haute voix les titres des projets de loi (ou, précédemment, le texte en entier) et, le greffier des Parlements à la gauche du monarque répondait par la formule appropriée.
En 1542, Henri VIII cherchait à faire exécuter sa cinquième femme Catherine Howard, accusée d'adultère. L'exécution n'a pas été autorisée après un procès mais par un bill d'attainder auquel il devait personnellement accorder sa sanction. Henri décida qu'entendre ce texte « pourrait rouvrir une blessure déjà fermée dans le cœur royal ». Le Parlement inséra un article dans la loi prévoyant que la sanction accordée par des commissaires du roi « est et a toujours été et sera toujours aussi valide » que la sanction accordée par le roi en personne. La procédure n'a été utilisée que cinq fois pendant le XVIe siècle, puis plus fréquemment pendant les XVIIe et XVIIIe siècles, particulièrement lors de la maladie de George III. Victoria a été le dernier monarque à personnellement accorder la sanction royale en 1854.
Quand la sanction est accordée par commission, le monarque autorise trois ou plus (généralement cinq) lords qui sont également conseillers privés à accorder la sanction en son nom. Les Lords Commissioners portent des robes parlementaires rouges et siègent sur un banc entre le trône et le woolsack dans la Chambre des lords. Le Reading Clerk des Lords lit la commission à haute voix et le plus important des Lords Commissioners déclare « Chers Lords, en obéissance aux ordres de Sa Majesté et en vertu de la commission qui vient d'être lue, Nous déclarons et vous notifions, Lords spirituels et temporels et Communes assemblés en Parlement, que Sa Majesté a donné Sa Sanction royale aux différentes Lois mentionnées dans la commission ». Le greffier de la Couronne lit alors les titres des projets de loi et le greffier des Parlements répond avec la formule anglo-normande appropriée.
Toutefois, depuis les années 1960, cette cérémonie n'a plus lieu qu'une fois par an, à la fin de la session parlementaire. Depuis l'adoption du Royal Assent Act en 1967, la sanction royale peut être donnée par le monarque en personne ou en commission par écrit en dehors du Parlement sous la forme de lettres patentes qui sont ensuite notifiées au président de chacune des chambres du Parlement, qui en fait lecture en chambre. La sanction n'est pas considérée comme donnée avant que chacune des chambres en soit notifiée.

#### Organes législatifs dévolus
Les projets de loi adoptés par le Parlement écossais, l'Assemblée nationale du pays de Galles ou l'Assemblée d'Irlande du Nord peuvent être renvoyés avant la sanction royale devant la Cour suprême du Royaume-Uni qui vérifie qu'ils tombent dans les compétences des organes dévolus. Ils reçoivent la sanction royale sous la forme de lettres patentes.
Jusqu'en 2011, l'Assemblée nationale du pays de Galles n'adoptait pas des lois mais des mesures dont la sanction était accordée par Order-in-Council.

### Autres royaumes du Commonwealth
Dans les autres royaumes du Commonwealth, la sanction royale est donnée au nom du roi par le gouverneur général ou, dans les provinces canadiennes par le lieutenant-gouverneur et dans les États australiens par le gouverneur.

## Espagne
Dans la partie II de la Constitution espagnole de 1978, parmi les dispositions concernant la Couronne, l'article 62(a) confère au monarque d'Espagne la sanction (c'est-à-dire l'assentiment royal) et la promulgation des lois. Le chapitre 2 de la partie III, relatif à l'élaboration des projets de loi, décrit la méthode d'adoption des projets de loi. Selon l'article 91, le monarque doit donner son assentiment et promulguer la nouvelle loi dans les quinze jours suivant l'adoption d'un projet de loi par les Cortes Generales. L'article 92 confère au monarque le droit de convoquer un référendum, sur avis du président du gouvernement et avec l'autorisation des Cortes.
Aucune disposition constitutionnelle ne permet au monarque d'opposer un veto direct à une loi, mais la Constitution n'interdit pas non plus au souverain de refuser son assentiment. Lorsque les médias espagnols ont demandé au roi Juan Carlos Ier s'il approuverait le projet de loi légalisant les mariages entre personnes de même sexe, il a répondu : « Soy el Rey de España y no el de Bélgica » (« Je suis le roi d'Espagne et non celui de Belgique »), en référence au roi Baudouin, qui avait refusé de signer la loi belge légalisant l'avortement. Le roi a donné son assentiment royal à la loi 13/2005 le 1er juillet 2005 ; la loi a été publiée au Bulletin officiel de l'État le 2 juillet et est entrée en vigueur le 3 juillet 2005.

## France
La France a connu le mécanisme de la sanction royale pendant une courte période, sous la Révolution. Après que les états généraux sont devenus l’Assemblée nationale constituante, les décisions qu’elle adopte (appelées décrets) sont présentées au roi qui les sanctionne, sur le modèle britannique.
La Constitution de 1791 officialise cette pratique à laquelle elle consacre la section III du chapitre III du titre III. La question de savoir s’il convenait d’accorder au roi un droit de veto a été longuement discutée au sein de la Constituante, entre les « traditionalistes » (partisans du veto) et les « novateurs ». C'est finalement l'option du veto qui a été retenue :

« Les décrets du Corps législatif sont présentés au roi, qui peut leur refuser son consentement. »

— Constitution de 1791, titre III, chap. III, section III, art. 1er
Le délai imparti au roi pour la sanction des décrets était de deux mois. Le refus par le roi de sanctionner pouvait être motivé par le non-respect des formes de son adoption, mais le plus souvent il s'agissait d'une initiative du roi qui n'en approuvait pas les termes. Le veto du roi était suspensif mais pouvait durer l'espace de deux législatures, soit quatre ans.
Certains décrets n'étaient toutefois pas soumis à la sanction royale : il en était ainsi des mesures internes à l'assemblée (vérification des pouvoirs de ses membres, exercice de la police sur les lieux de réunion), mais également des lois établissant les contributions publiques :

« Les décrets du Corps législatif concernant l'établissement, la prorogation et la perception des contributions publiques, porteront le nom et l'intitulé de lois. Ils seront promulgués et exécutés sans être sujets à la sanction, si ce n'est pour les dispositions qui établiraient des peines autres que des amendes et contraintes pécuniaires. »

— Constitution de 1791, titre III, chap. III, section III, art. 8
La Constitution distingue alors la sanction de la promulgation, dont il est question dans le chapitre IV du titre III (« Du pouvoir exécutif ») : les décrets soumis à sanction royale sont d'abord sanctionnés, puis promulgués, ceux qui n'y sont pas soumis sont simplement promulgués.
Les régimes suivants, même avec un roi ou un empereur, ne reprendront pas aussi nettement la distinction entre « sanction » et « promulgation », les deux opérations tendant à se confondre dès lors que l'idée d'un droit de veto est rejetée :

« Le roi seul sanctionne et promulgue les lois. »

— Charte constitutionnelle du 4 juin 1814, art. 22 ; Charte constitutionnelle du 14 août 1830, art. 18.

« Il sanctionne et promulgue les lois et les sénatus-consultes. »

— Constitution du 14 janvier 1852, art. 10.

« Il sanctionne et promulgue les lois. »

— Sénatus-consulte du 21 mai 1870 fixant la Constitution de l'Empire, art. 17.